# Frédérique Cambreling
Pour les articles homonymes, voir Cambreling.
Frédérique Cambreling (Amiens, 21 janvier 1956) est une harpiste française. Elle est la sœur des chefs d'orchestre Sylvain et Philippe Cambreling.

## Biographie
Frédérique Cambreling fréquente le Conservatoire d'Amiens, puis la classe de Gérard Devos au Conservatoire de Paris et obtient son prix en 1976. Elle travaille également avec Pierre Jamet. Elle remporte une bourse de la fondation de la vocation (1976) et est lauréate de trois concours internationaux : troisième à celui de la Guilde des jeunes artistes, le second prix au Concours d'Israël (1976) et le premier au Concours Marie-Antoinette Cazala (1977).
Entre 1977 et 1986, elle est nommée au poste de première harpe solo au sein de l'orchestre national de France. Sa carrière de soliste prend son essor dès 1981 lorsqu'elle est invitée aux États-Unis, puis au Japon (1986). Elle rejoint l'Ensemble intercontemporain en 1993 jusqu'en 2018, et fait également partie du trio Salzedo.
Frédérique Cambreling enseigne à Musikene en Espagne de 2002 à 2011 ainsi que la didactique instrumentale au Conservatoire de Paris. Elle enseigne à l'Académie Tibor Varga chaque été, où une classe de harpe a été créée à son intention.

## Créations
- Alain Louvier
- Philippe Boesmans, Dreamtime, pour harpe, tuba et ensemble
- Wolfgang Rihm, Die Stücke des Gängers, pour harpe et ensemble (2001)
- Claire Schapira,
- Philippe Schoeller, Hélios, concerto pour harpe (2002)
- Andreas Dohmen, Concerto pour trois harpes
- Luis de Pablo, Danzas secretas, pour harpe et orchestre
- Frédéric Pattar, Soleil Filaments, pour contrebasse, harpe et ensemble
- Gérard Buquet, L’horizon et la verticale, pour deux harpes et orchestre
- Michael Jarrell,
- Aurelio Edler-Copes
- Tôn-Thât Tiêt,

## Discographie
- Berio, Sequenzas : Sequenza II, pour harpe (1998, DG) (OCLC 743081220)
- Fedele, Imaginary skylines, pour flûte et harpe - Sophie Cherrier, flûte (1998, IRCAM 465 311-2) (OCLC 874214408)
- Milhaud, Concerto pour harpe - Orchestre de l'Opéra de Lyon, dir. Kent Nagano (Erato)
- Boulez, Sur Incises, pour trois pianos, trois harpe, trois percussion et claviers - Dimitri Vassilakis ; Hideki Nagano ; Florent Boffard ; Frédérique Cambreling ; Sandrine Chatron ; Marianne Le Mentec ; Vincent Bauer ; Daniel Ciampolini ; Michel Cerutti, dir. Pierre Boulez (2000, DG)
- Jarrell Solos : Offrande pour harpe (2001, Æon) (OCLC 422103384)
- Mozart, Concerto pour flûte, harpe et orchestre - Patrick Gallois, flûte ; Ensemble instrumental de France, dir. Emmanuel Krivine (Saphir Productions)
- Honegger, Hymne, pour dixtuor à cordes ; Introduction et danse pour harpe, flûte et trio à cordes - Quatuor Parisii - Quatuor Psophos - Dominique Desjardins (Saphir Productions)
- Jolivet, Œuvres pour flûte : Petite suite, pour flûte, alto et harpe ; Pastorales de Noël, pour flûte basson et harpe ; Chant de Linos, pour flûte, violon, alto, violoncelle et harpe ; Alla rustica, pour flûte et harpe - Pierre-Aandré Valade, M. Da Silva, H. Lescouret, E. Glab, J-G. Queyras (Accord) (OCLC 1040368035)
- Caplet, Le masque de la mort rouge, pour harpe et orchestre à cordes - orchestre philharmonique de Monte-Carlo, dir. Georges Prêtre
- Debussy, Bartók, Martin, Fedele, Hindemith : Sonate pour flûte, alto et harpe - Sophie Cherrier, flûte et Nicolas Bone, violoncelle (Skarbo)